# Hannes Sirola
Hannes Juho Rikhard Sirola (født 18. april 1890 i Hämeenlinna, død 4. april 1985 i Lahti) var en finsk gymnast, som deltog i OL 1912 i Stockholm.
Sirola var en del af det finske hold, der stillede op i frit system ved OL 1912. Holdet bestod af tyve gymnaster, og i en tæt konkurrence vandt Norge med 22,85 point, mens Sirola og Finland blev nummer to med 21,85 og Danmark nummer tre med 21,25 point.